# Polnische Badmintonmeisterschaft 2024
Die Polnische Badmintonmeisterschaft 2024 fand vom 22. bis zum 25. Februar 2024 in Ząbki statt. Es war die 60. Austragung der Titelkämpfe.

## Medaillengewinner
| Disziplin    | Gold                                   | Silber                              | Bronze                                  |
| ------------ | -------------------------------------- | ----------------------------------- | --------------------------------------- |
| Herreneinzel | Mateusz Golas                          | Mikołaj Szymanowski                 | Andrzej Niczyporuk                      |
| Herreneinzel | Mateusz Golas                          | Mikołaj Szymanowski                 | Dominik Kwinta                          |
| Dameneinzel  | Joanna Rudna                           | Weronika Górniak                    | Alicja Syrek                            |
| Dameneinzel  | Joanna Rudna                           | Weronika Górniak                    | Jessica Orzechowicz                     |
| Herrendoppel | Miłosz Bochat Paweł Śmiłowski          | Robert Cybulski Szymon Ślepecki     | Jakub Melaniuk Wiktor Trecki            |
| Herrendoppel | Miłosz Bochat Paweł Śmiłowski          | Robert Cybulski Szymon Ślepecki     | Bartosz Markiewicz Maciej Matusz        |
| Damendoppel  | Paulina Hankiewicz Kornelia Marczak    | Anastasiya Khomich Karolina Szubert | Julia Piwowar Julia Pławecka            |
| Damendoppel  | Paulina Hankiewicz Kornelia Marczak    | Anastasiya Khomich Karolina Szubert | Anna Czuchra Julia Stankiewicz          |
| Mixed        | Paweł Śmiłowski Magdalena Świerczyńska | Szymon Ślepecki Dominika Kwaśnik    | Miłosz Bochat Anastasiya Khomich        |
| Mixed        | Paweł Śmiłowski Magdalena Świerczyńska | Szymon Ślepecki Dominika Kwaśnik    | Krzysztof Podkowiński Julia Stankiewicz |